# Ctesicle
Ctesicle (in greco antico: Κτησικλῆς?, Ktēsiklês; IV secolo a.C. – III secolo a.C.) è stato uno storico greco antico.

## Biografia
In base alla lingua e agli studi, Ctesicle sarebbe vissuto nel IV o III secolo a.C..

## Kronikà
Ctesicle fu autore di una storia in al massimo tre libri (i χρονικὰ o χρόνοι)..
Gli unici due frammenti della sua opera sono conservati in Ateneo di Naucrati. Nella raccolta di Felix Jacoby viene aggiunto anche un terzo frammento scritto da un certo Stesicleide, identificato con Ctesicle. 
I due frammenti di Ctesicle si collegano entrambi agli argomenti del XXVI libro di Polibio, per il quale fu probabilmente fonte l'opera di Ctesicle..